# Sandakan
Sandakan – miasto w Malezji (stan Sabah), na północno-wschodnim wybrzeżu Borneo, nad morzem Sulu. W 2008 liczyło 436 098 mieszkańców. W latach 1942–1945 istniał tu japoński obóz dla jeńców australijskich i brytyjskich.
W mieście rozwinął się przemysł spożywczy oraz drzewny. Ośrodek turystyczny. Ludność miasta zajmuje się rybołówstwem.